# Yoshiyuki Matsuyama
Pour les articles homonymes, voir Matsuyama.
Yoshiyuki Matsuyama (松山 吉之, Matsuyama Yoshiyuki) est un footballeur japonais né le 31 juillet 1966 à Kyoto au Japon.